# 弗羅濕地區

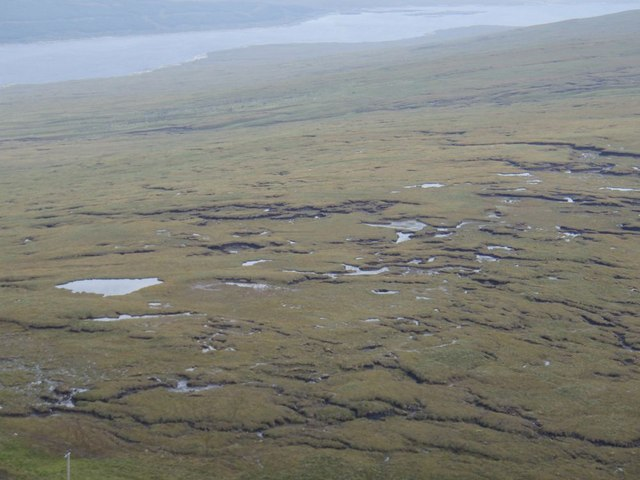
弗羅濕地區

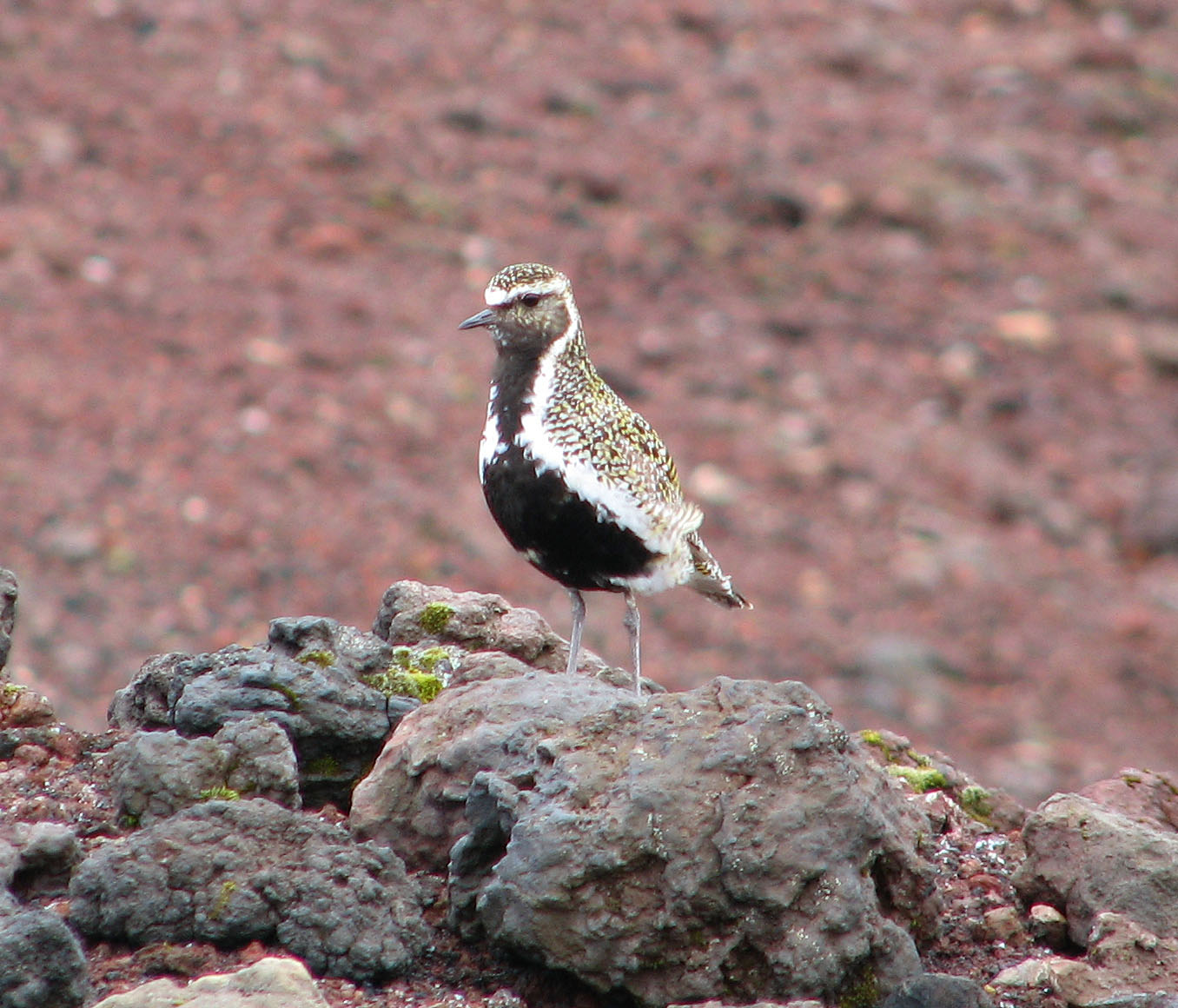
金斑鴴，弗羅濕地區的标志性鸟類。

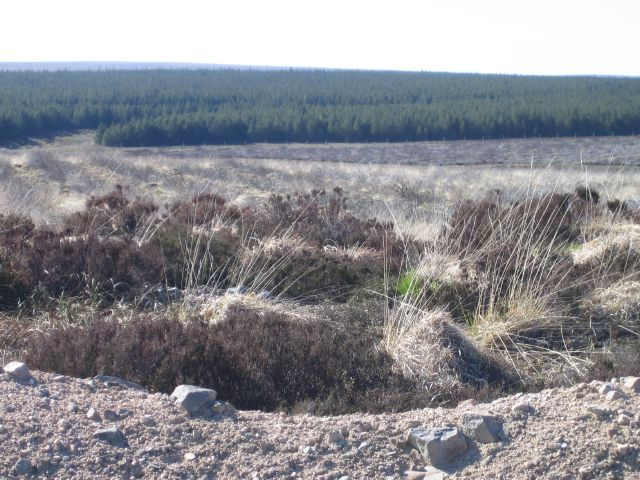
砍伐的森林：復舊弗羅濕地區的工作之一。

弗羅濕地區（英文：Flow Country）是苏格兰北部凯思内斯和薩瑟蘭的泥炭地和湿地大片绵延起伏的地区。它是欧洲最大的覆蓋泥炭沼澤，範圍约4,000 km2（1,500 sq mi）。本區泥炭層深，點綴著泥沼，是野生動植物的重要棲地，也是氣候變化的重要調節。由於泥炭主要由植物殘骸組成，而植物殘骸主成分為碳，因此泥炭儲藏大量的碳。如非有泥炭，這些碳會迅速釋放到大氣中，導致全球暖化 。由於該地區重要的覆蓋泥炭沼澤，弗羅濕地區在2024年獲列入世界遺產。

## 簡介
本區得名於古挪威语单词“ floi”命名，意为「湿」或「沼泽」，是多种野生动植物的家园與鸟类的繁殖地，包括青脚鹬，黑腹滨鹬，灰背隼和歐洲金斑鴴。還可以發現猛禽，包括鹫和白尾鹞 。 
本區最普遍的植物物種之一是泥炭藓 ，它可以储存大量的水，最终形成泥炭（泥炭沼泽的材料）。 食虫植物如圓葉茅膏菜 ，大茅膏菜和野捕蟲堇是本地昆蟲的主要食物。 
本區全年可見大型哺乳动物（例如马鹿）和不常见的西方狍，在秋季可以聽到牠們咆哮的聲音。 

## 歷史
在1979年至1987年間，因種植非本地針葉林和開鑿數以英哩計的排水溝，弗羅濕地區受到嚴重破壞。樹木使泥炭變乾，改變了棲息地，影響了本區對鳥類和其他野生動植物的價值。樹木主要種植在方騰林業公司（Fountain Forestry）購買的土地上； 該公司發現可以吸引富有的投資者投資造林，以備申請租稅減免。 
雖然開發沼澤與造林有助於降低當地的失業率（是英國最高地區之一）；但是在1987年，自然保護理事會（Nature Conservancy Council，NCC）在倫敦發布了一份對造林者的高度批評報告。當時主政的保守黨決定解散NCC並建立獨立的蘇格蘭機構（現稱NatureScot） 。不過在1988年，英國財政大臣尼格爾·勞森注意到租稅減免措施對英國最後的真正荒野造成重大傷害，因而取消了林業稅收減免。於是造林立刻中止了，並鼓勵林業委員會（Forestry Commission）以尊重現有景觀的方式進行管理。 

## 目前的保护行動
皇家鸟类保护协会 （RSPB）在弗羅濕地區的中心購買了一大片土地，建立了福西納德弗羅斯國家自然保護區。 已從方騰林業公司手中購回超過20平方公里的森林，砍倒幼樹使其在犁溝中腐爛，希望在30到100年內，讓土地將恢復為泥炭沼澤。   
約1500平方公里的土地被畫為特別保護區與特別保留區，稱為凱斯內斯和薩瑟蘭泥炭區（Caithness and Sutherland Peatlands） 。  
弗羅濕地區被列入2006年英国提列聯合國教科文組織世界遺產的候選名單  ，並於2010年再度申列，最終在2024年正式入選。    

## 铁路運輸
遠北線經過本地区的福西納德站 。